# 150520 Dong
150520 Dong este un asteroid din centura principală de asteroizi.

## Descriere
150520 Dong este un asteroid din centura principală de asteroizi. A fost descoperit pe 3 septembrie 2000 la Apache Point Observatory în cadrul programului Sloan Digital Sky Survey. Asteroidul prezintă o orbită caracterizată de o semiaxă mare de 2,60 ua, o excentricitate de 0,10 și o înclinație de 3,2° în raport cu ecliptica.